# Tomahavk
Tomahavk je tradicionalno orodje in orožje severnoameriških domorodcev.
Tomahavk je sekira, ki lahko služi kot navadno orodje, bojna sekira ali pa metalna sekira.